# 教宗凉廊
43°19′07.08″N 11°20′01.13″E / 43.3186333°N 11.3336472°E

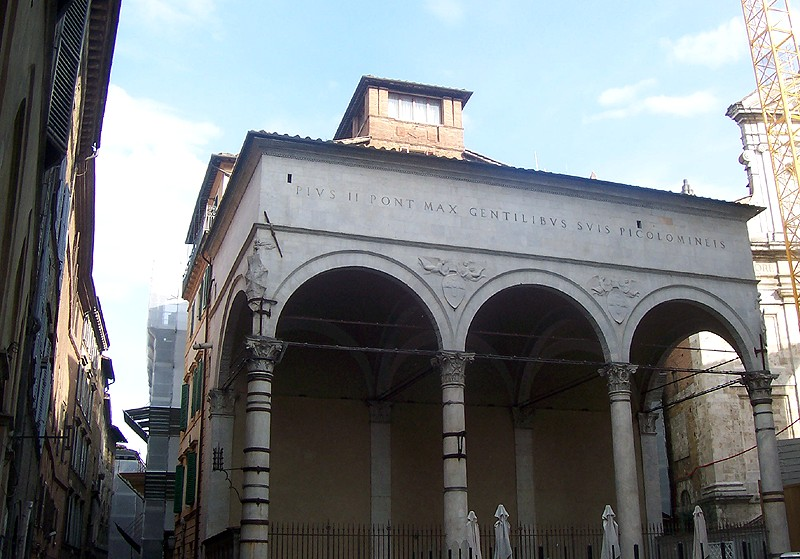
Le Logge del Papa.

教宗凉廊（Logge del Papa）是意大利锡耶纳的一个凉廊，位于同名大街上，毗邻圣玛尔定堂（Chiesa di San Martino）。
建于1462年，由教宗庇护二世（锡耶纳附近的皮恩扎人）委托锡耶纳建筑师安东尼奥费代里吉修建，将它捐赠给他的家族，皮科洛米尼家族。
教宗凉廊有一个石灰华立面，三个文艺复兴拱门，科林斯柱式。
拱门的门楣题写着拉丁文题词：“教宗庇护二世送给他的亲人”（PIUS II PONT MAX GENTILIBVS SVIS PICCOLOMINEIS）。